# Igling

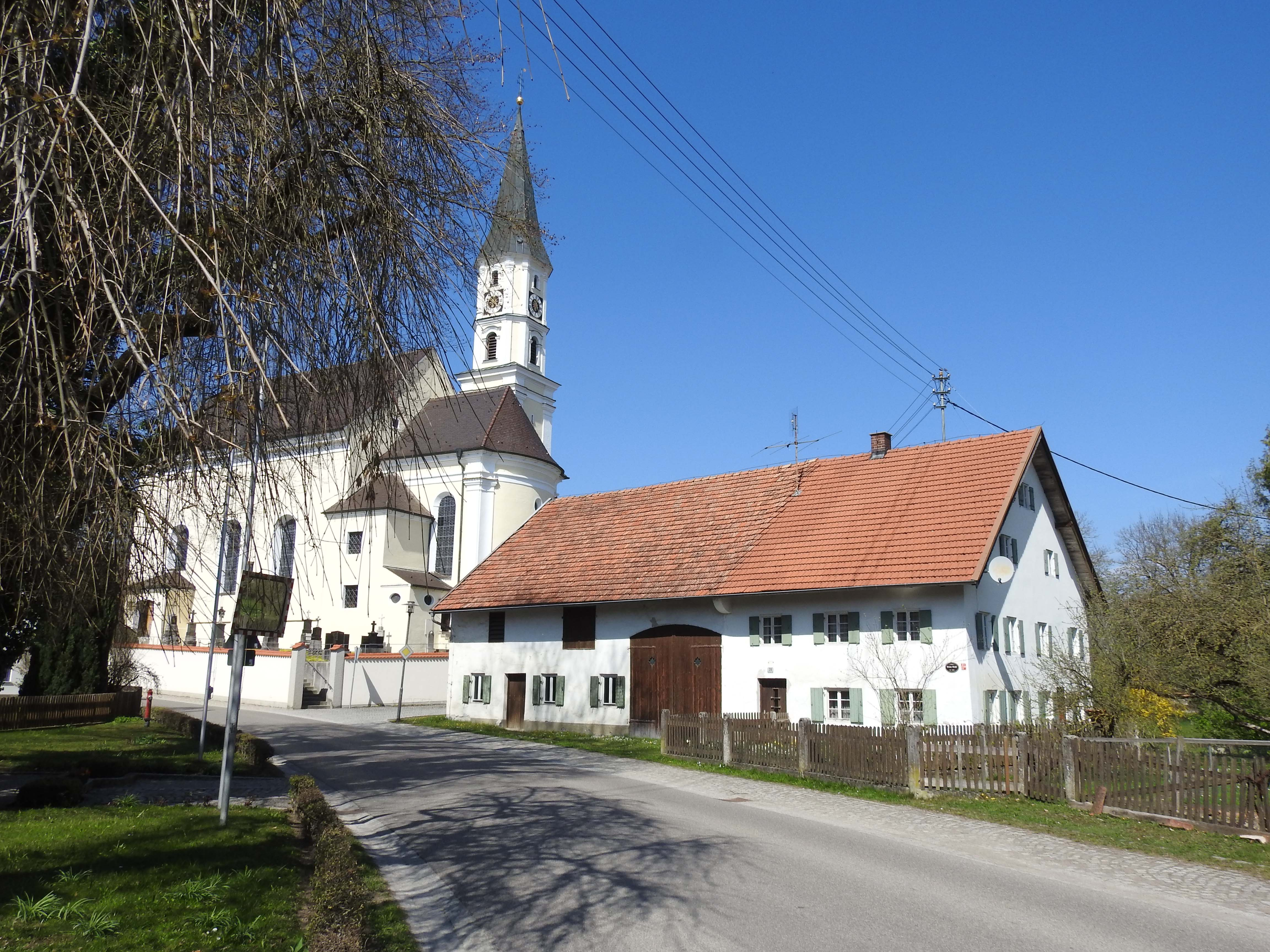
Oberigling

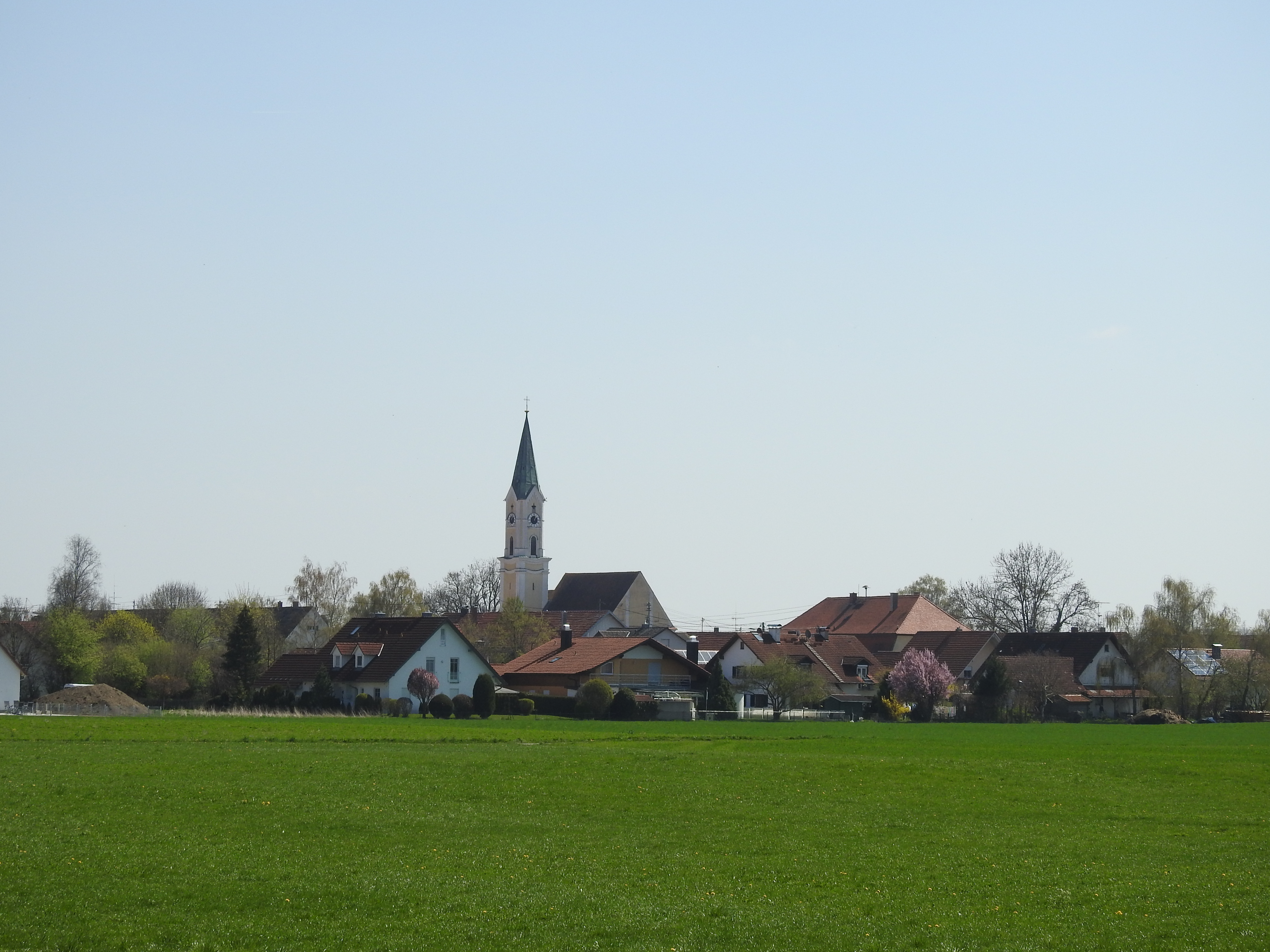
Unterigling von Nordwesten

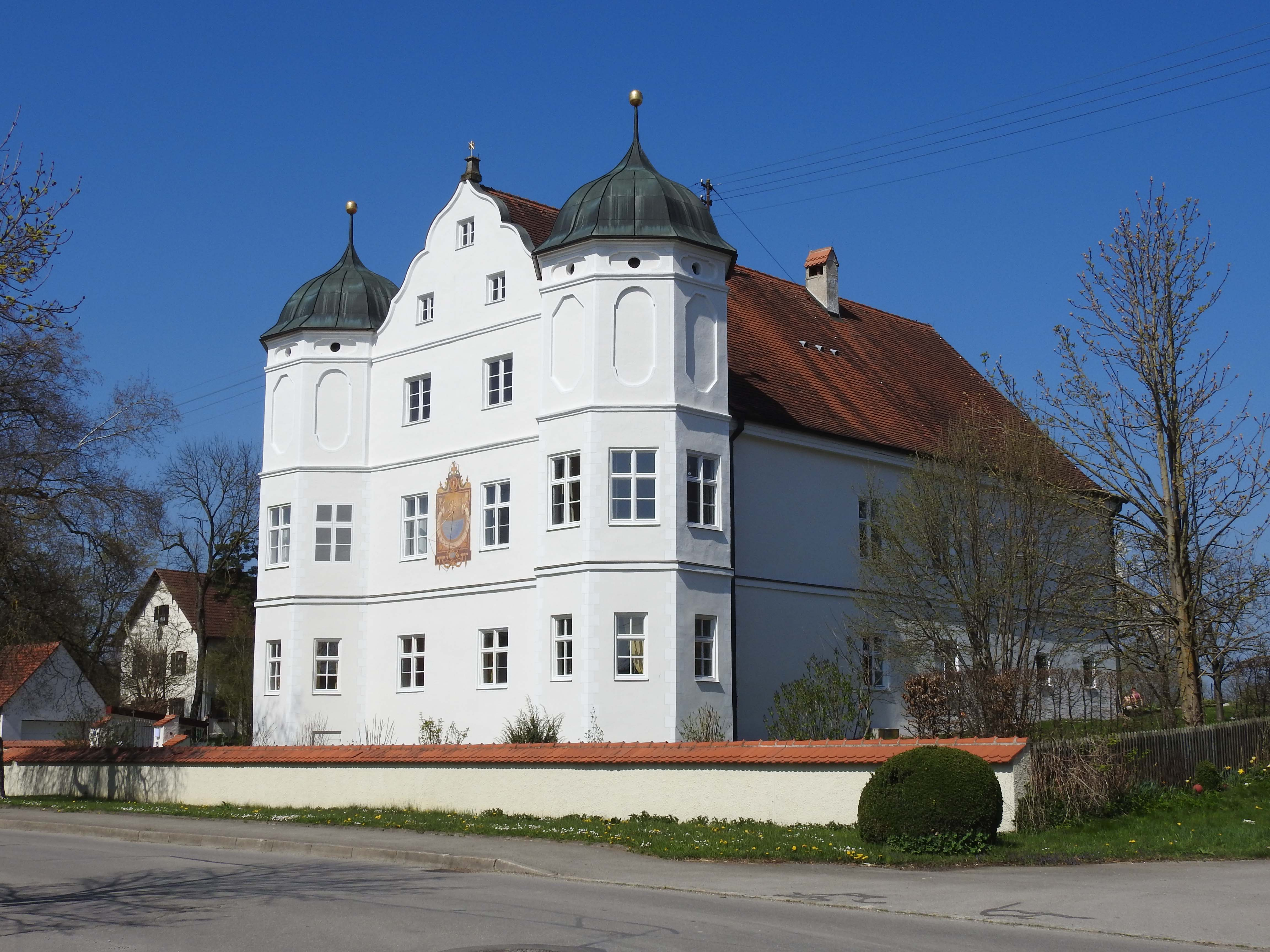
Schloss Rudolfshausen in Holzhausen bei Buchloe

Igling ist eine Gemeinde im oberbayerischen Landkreis Landsberg am Lech.

## Geografie
Die Gemeinde liegt westlich des Lechs am Übergang der hügeligen voralpinen Moränenlandschaft zum flachen Lechfeld. Durch das westliche Gemeindegebiet fließt die Singold.
Das Gemeindegebiet erstreckt sich von 582 m ü. NHN bis auf den 686 m ü. NHN hohen Oberen Riedberg.

### Gemeindeteile
Es gibt acht Gemeindeteile (in Klammern ist der Siedlungstyp angegeben):
- Geiselsberg (Einöde)
- Holzhausen bei Buchloe (Pfarrdorf)
- Igling (Schloss)
- Marienhof (Einöde)
- Oberigling (Pfarrdorf)
- Rollmühle (Weiler)
- Stoffersberg (Weiler)
- Unterigling (Pfarrdorf)

Es gibt die Gemarkungen Holzhausen bei Buchloe, Oberigling und Unterigling.

## Geschichte

### Bis zur Gemeindegründung
Der Ort war Teil des Herzogtums beziehungsweise Kurfürstentums Bayern und bildete eine geschlossene Hofmark, deren Sitz Oberigling war.
Für Unterstützung Herzog Albrecht IV. von Bayern-München, im Landshuter Erbfolgekrieg, übertrug dieser, am Nikolaustag 1504, die Hofmark Igling mit der zugehörigen Burg an den Augsburger Patrizier Johann IX. Langenmantel vom Sparren († 1505). Von seiner Familie gelangte der Besitz über die versippten Rehlinger 1611 an den bayerischen Obristkanzler Joachim Freiherr von Donnersberg, der in der Oberiglinger Kirche begraben ist und dort ein kunstvolles Epitaph besitzt.
Im Zuge der Verwaltungsreformen in Königreich Bayern entstanden mit dem Gemeindeedikt von 1818 die Gemeinden Oberigling und Unterigling.

### 20. Jahrhundert
Im Zweiten Weltkrieg wurden große Flächen enteignet. Das Schloss wurde durch die SS beschlagnahmt und war nach dem Krieg Außenstelle der Justizvollzugsanstalt Landsberg. Es gab hier bis 1945 das Außenlager Kaufering II – Igling des KZ Dachau. Anschließend wurden Vertriebene im Schloss untergebracht.

### Zusammenschluss
Im Zuge der Gebietsreform in Bayern wurden am 1. April 1971 die Gemeinden Oberigling und Unterigling zur neuen Gemeinde Igling zusammengeschlossen.

### Eingemeindungen
Die Gemeinde Holzhausen bei Buchloe wurde am 1. Mai 1978 eingegliedert.

### Einwohnerentwicklung
- 1961: 2041 Einwohner, davon 659 in Holzhausen b.Buchloe, 946 in Oberigling und 436 in Unterigling
- 1970: 1656 Einwohner, davon 613 in Holzhausen b.Buchloe, 632 in Oberigling und 411 in Unterigling
- 1987: 1767 Einwohner
- 1991: 1846 Einwohner
- 1995: 1952 Einwohner
- 2000: 2125 Einwohner
- 2005: 2407 Einwohner
- 2010: 2356 Einwohner
- 2015: 2495 Einwohner
- 2018: 2522 Einwohner
- 2019: 2488 Einwohner

Zwischen 1988 und 2019 wuchs die Gemeinde von 1806 auf 2488 um 682 Einwohner an bzw. um 37,8 %.

## Politik

### Gemeinderat
| Jahr | CSU | SPD | FW | DGH | DGI | UBV | gesamt | Wahlbeteiligung in % |
| ---- | --- | --- | -- | --- | --- | --- | ------ | -------------------- |
| 2020 | 1   | –   | 4  | 3   | 3   | 3   | 14     |                      |
| 2014 | 41  | –   | 5  | 5   | –   | –   | 14     | 58,7                 |
| 2008 | 0   | 0   | 4  | 4   | 6   | –   | 14     | 74,3                 |
| 2002 | 2   | 3   | 5  | 4   | 0   | –   | 14     | 75,7                 |

1CSU/Unabhängige
Legende:
- FW = Freie Wähler Igling-Holzhausen
- DGH = Dorfgemeinschaft Holzhausen
- DGI = Dorfgemeinschaft Igling
- UBV = Unabhängige Bürgervereinigung Igling

### Bürgermeister
Erster Bürgermeister ist Günter Först (Freie Wähler Igling-Holzhausen). Gewählt wurde er am 30. September 2012 in einer Stichwahl mit 54,5 % der Stimmen bei einer Wahlbeteiligung von 62,9 %.

### Wappen
| Wappen von Igling | Blasonierung: „Über goldenem Dreiberg in Schwarz drei goldene Flammen aus silbernem Wolkenschildhaupt züngelnd.“ |
| Wappen von Igling | Wappenbegründung: Die 1971 aus den früheren Gemeinden Ober- und Unterigling gebildete Gemeinde Igling, die sich 1978 noch durch die Eingliederung von Holzhausen b. Buchloe vergrößerte, nahm 1977 das Stammwappen der Münchner Patrizierfamilie von Donnersberg als Gemeindewappen an. Die über einem Dreiberg aus Wolken züngelnden Flammen ergeben ein auf den Namen Donnersberg anspielendes Bild. Herzog Maximilian von Bayern überließ die Hofmark Oberigling 1611 seinem obersten Kanzler Joachim von Donnersberg und gestattete 1612 die Einbeziehung des Dorfes Unterigling in die Hofmark. Die Hofmarken Ober- und Unterigling befanden sich bis 1835 in Familienbesitz. Die Donnersberger gelten wegen ihrer Bautätigkeit im Schloss Igling (Neugestaltung seit 1620), in Kirchen und Kapellen als große Förderer der Gemeinde. Das Familienwappen ist auch auf Epitaphen in der Pfarrkirche von Oberigling zu sehen. Dieses Wappen wird seit 1977 geführt. |

## Kultur und Sehenswürdigkeiten

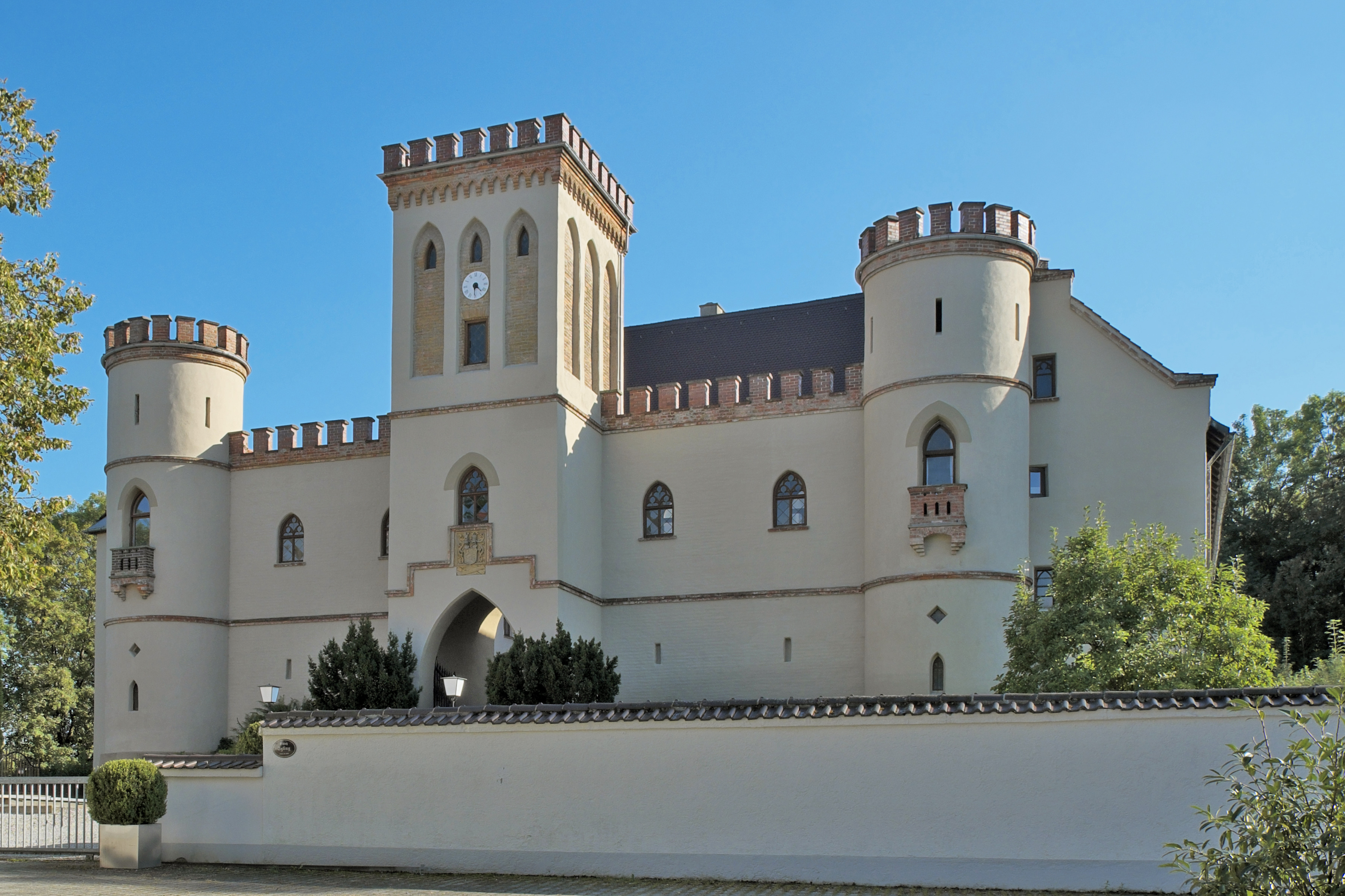
Schloss Igling

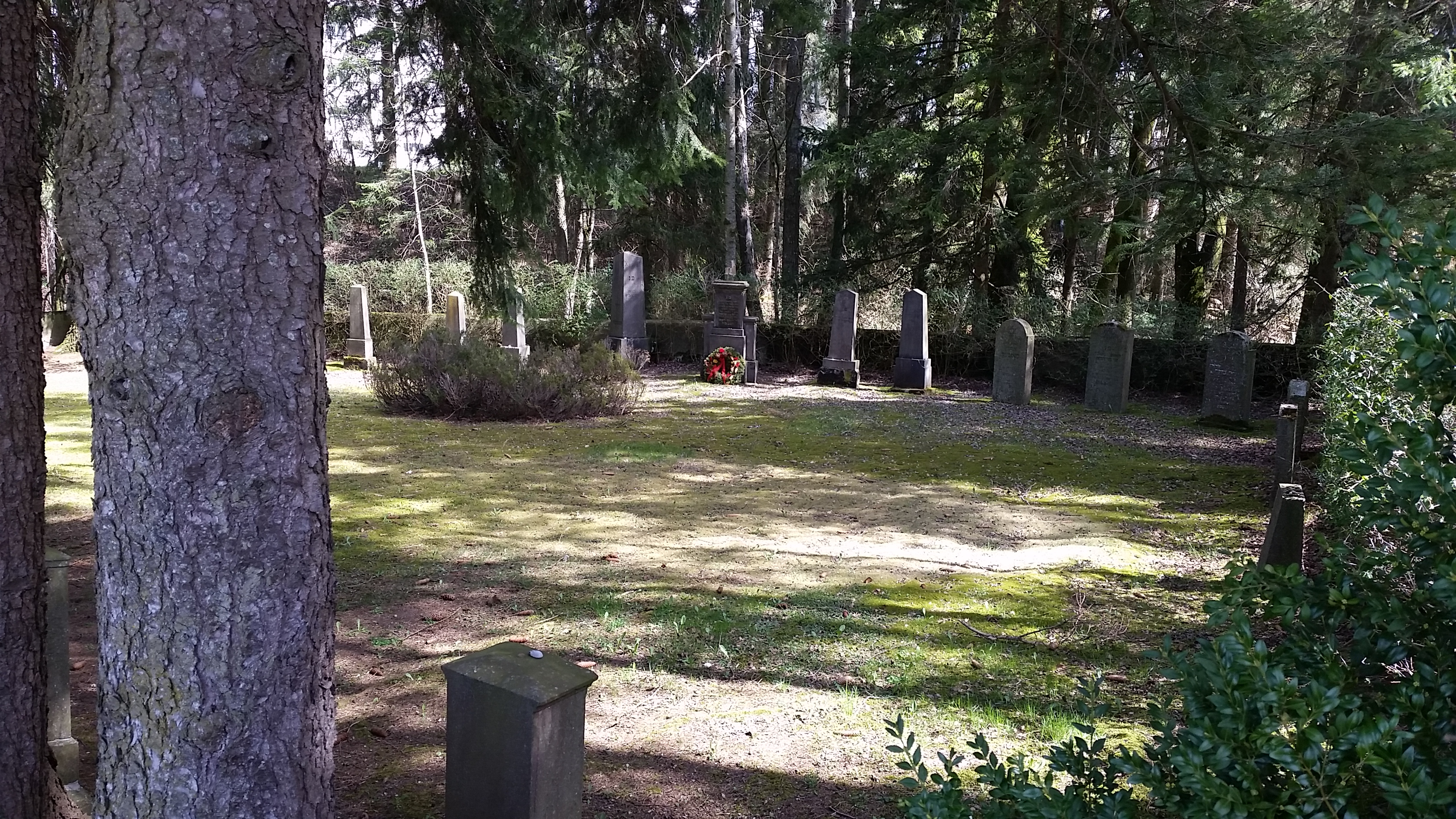
KZ-Friedhof Holzhausen

- Schloss Igling, in Privatbesitz, mit Schlossgaststätte, Neun-Loch-Golfplatz und Pro-Shop.
- Katholische Pfarrkirche Johannes der Täufer in Unterigling, Barockkirche mit Fresken von Johann Georg Lederer
- Katholische Pfarrkirche St. Peter und Paul in Oberigling
- Holzhauser Landbrauerei mit Biergarten, Igling-Holzhausen
- Iglinger Sommerkeller, Diskothek und Nachtbar
- Zwei KZ-Friedhöfe, einer an der Kiesgrube mit 2000 KZ-Opfern sowie einer im Wald am Stoffersberg mit 490 KZ-Toten; die dazugehörenden Gedenksteine erinnern an die Opfer von Zwangsarbeit aus dem KZ-Außenlagerkomplex Kaufering. Auf dem KZ-Friedhof Holzhausen wurden 94 Häftlinge beerdigt, die nach der Befreiung der KZ-Außenlager starben.[16]

## Wirtschaft und Infrastruktur

### Wirtschaft einschließlich Land- und Forstwirtschaft
2018 gab es in der Gemeinde 1409 sozialversicherungspflichtige Arbeitsplätze. Von der Wohnbevölkerung standen 1076 Personen in einem versicherungspflichtigen Beschäftigungsverhältnis. Damit war die Zahl der Einpendler um 333 Personen größer als die der Auspendler. 23 Einwohner waren arbeitslos. Die 31 landwirtschaftlichen Betriebe bewirtschafteten insgesamt eine Fläche von 1077 Hektar (Stand 2016).

### Verkehr
Durch die Gemeinde führt die Bahnstrecke München–Buchloe. An dieser Strecke befand sich westlich von Oberigling der Bahnhof Igling, der von 1871 bis 1985 im Personenverkehr bedient wurde.
Heute ist die Gemeinde im öffentlichen Personennahverkehr nur noch durch Buslinien zu erreichen. Igling ist in den Münchner Verkehrs- und Tarifverbund (MVV) integriert; die Gemeinde wird durch die Buslinie 896 von Landsberg nach Obermeitingen bedient. In Obermeitingen besteht Anschluss zu Bussen aus dem Augsburger Verkehrsverbund nach Augsburg.

### Bildung
In der Gemeinde bestehen folgende Einrichtungen:
- Kindertagesstätte mit 122 Plätzen und 103 betreuten Kindern (Stand: 1. März 2019)
- Grundschule Igling mit 164 Schülern und elf hauptamtlichen Lehrkräften (Schuljahr 2020/2021)[18]
- Regens-Wagner-Schule, Privates Förderzentrum mit 244 Schülern und 41 Lehrkräften, im Ortsteil Holzhausen (Schuljahr 2020/2021)[19]
- Regens-Wagner-Schule, Private Berufsschule zur sonderpädagogischen Förderung mit 45 Schülern und vier hauptamtlichen Lehrkräften, im Ortsteil Holzhausen (Schuljahr 2020/2021)[20]

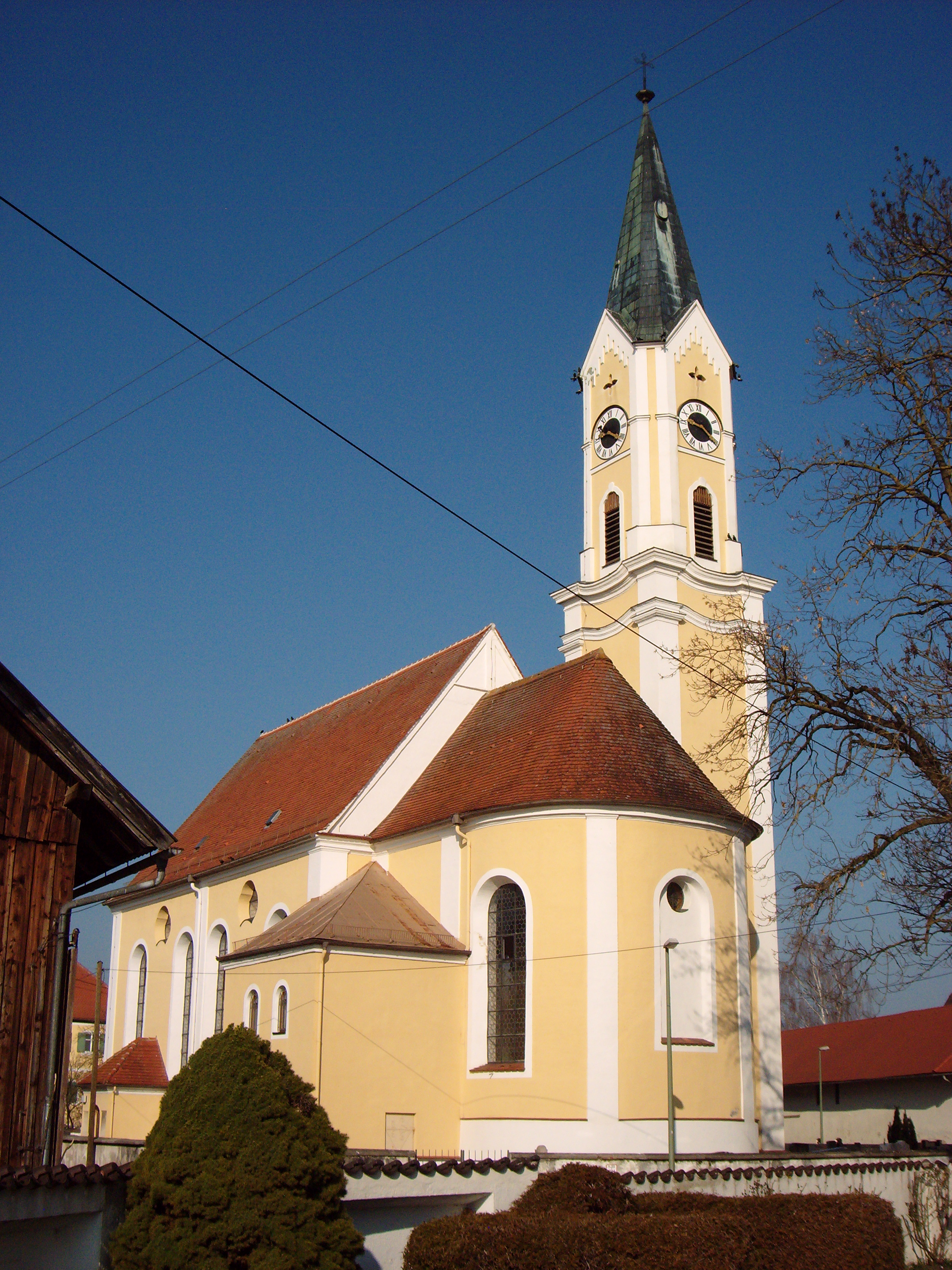
Pfarrkirche St. Johannes der Täufer in Unterigling
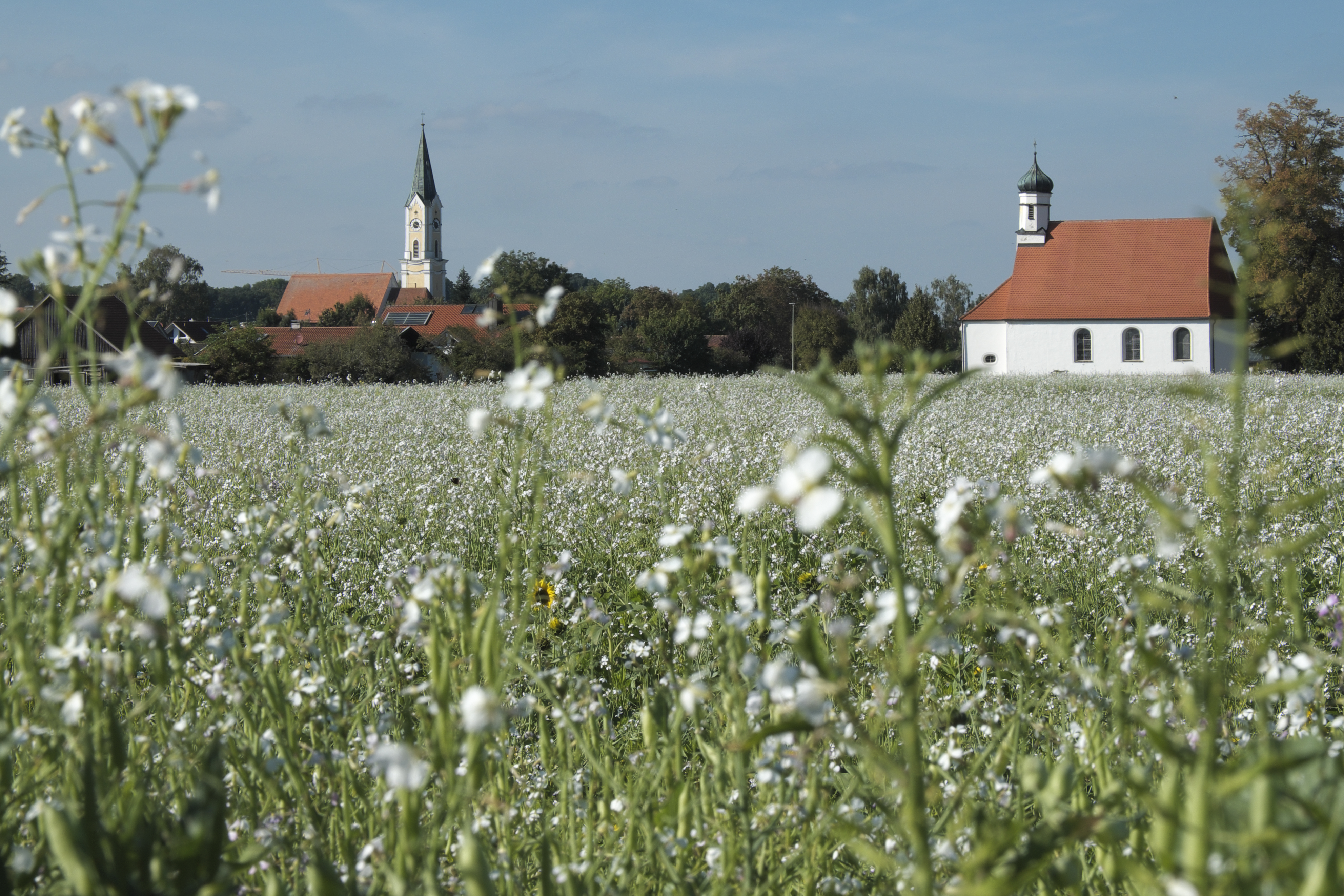
Kapelle Mariä Heimsuchung und Pfarrkirche St. Johannes der Täufer in Unterigling
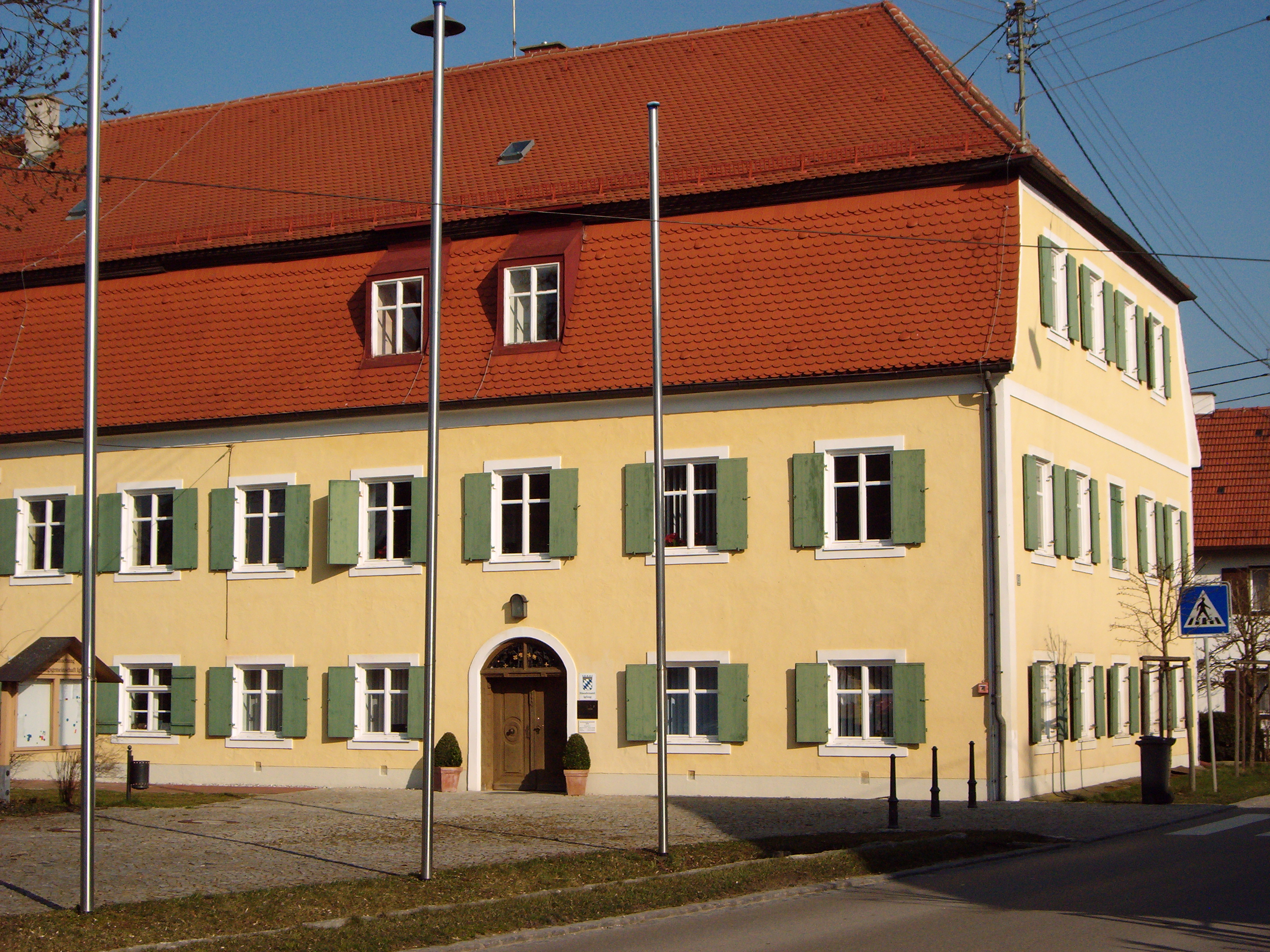
Alter Pfarrhof in Unterigling
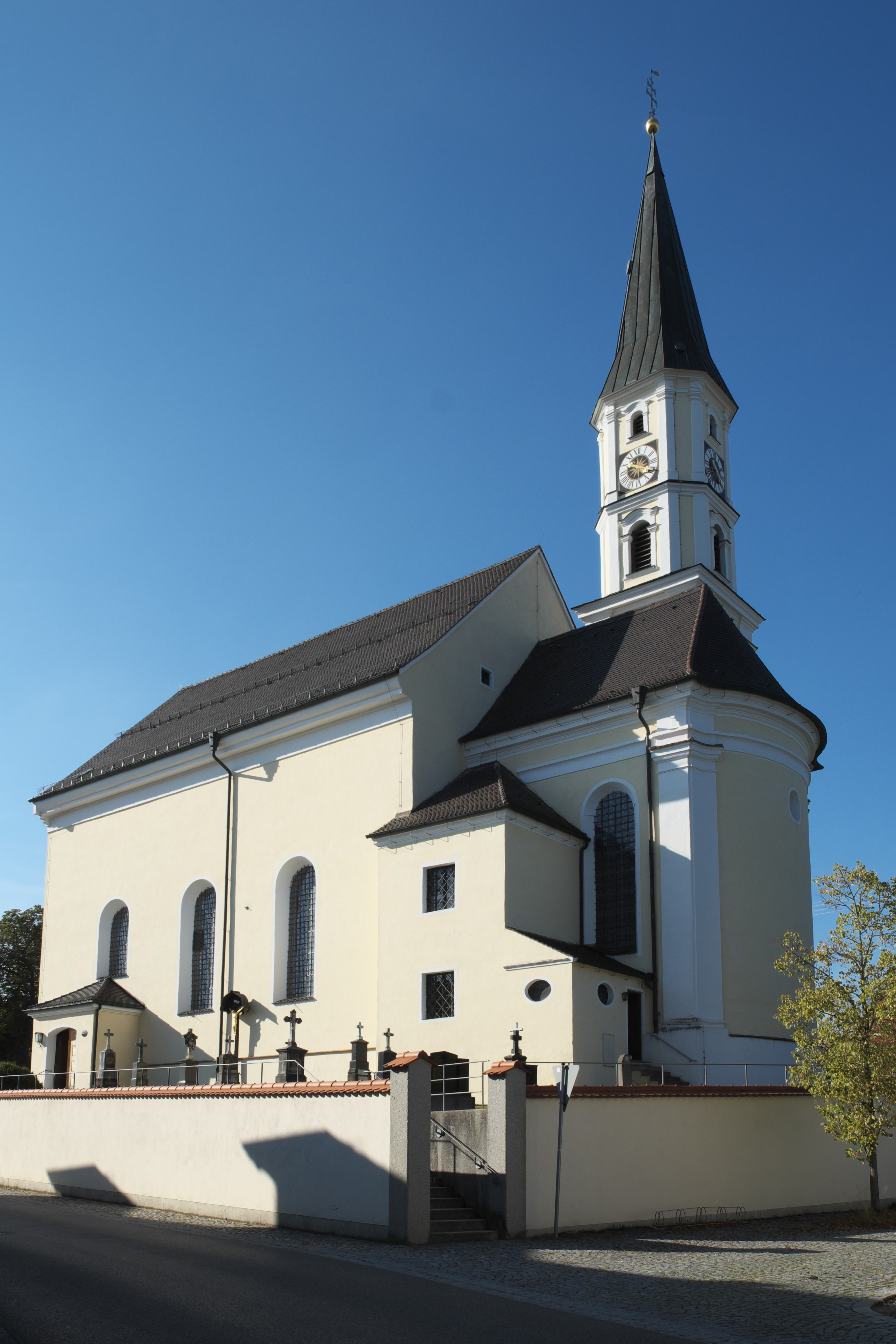
Pfarrkirche St. Peter und Paul in Oberigling